# Республика Каскадия
Каскадия (англ. Cascadia) — термин, предложенный профессором Университета Сиэтла Дэвидом Макклоски в 1970 году в качестве названия предполагаемой «независимой нации», проживающей на североамериканском тихоокеанском побережье. Это же название носит сепаратистское движение в США и Канаде за укрепление региональной идентичности и, возможно, создание независимого государства. Предложенные границы варьируются, но по преимуществу включают территорию Британской Колумбии, штатов Вашингтон и Орегон. Некоторые другие определения также включают в себя Калифорнию, Айдахо, Аляску и Юкон.
Каскадией (или Тихоокеанским Северо-Западом) называется географический и культурный биорегион, ограничивающийся на востоке Скалистыми горами.
В основном речь идет об осознании идентичности жителей североамериканского тихоокеанского побережья на основе общей истории и объединении для борьбы с общими экологическими, экономическими проблемами, а также во имя развития собственной идентичной культуры.
Если сложить существующий экономический потенциал включаемых в Каскадию регионов, то предполагаемое государство может войти в двадцатку ведущих мировых экономик.
Если сложить население входящих в Каскадию регионов, то в предполагаемом государстве проживают 16 029 520 человек. По площади (1 384 588 км²) она займёт двадцатое место в мире.
В настоящее время основным движением, выступающим за независимость территории Каскадии, является движение Проект Независимости Каскадии (Cascadian Independence Project), члены которого есть в Ванкувере, Виктории, Сиэтле, Портленде и других городах.
Другие движения занимаются изучением концепции общей идентичности, истории, культуры, традиций, населения Каскадии. К ним относятся Институт Сайтлайн, Кросскат (рус. Поперечное сечение), Перспективы Каскадии. Целью своей деятельности они ставят изучение общей культуры, истории, экономики, поощрение трансграничных обменов и прочие мирные действия, не связанные с сепаратизмом. Но такие движения как Независимый проект Каскадии, используя схожую риторику, эксцентрично выступают за независимость.